# 오사카금강인터내셔널소중고등학교
오사카 금강 인터내셔널 소학교·중학교·고등학교(大阪金剛インターナショナル小学校・中学校・高等学校)은 일본 오사카부 오사카시 스미노에구 난코키타 2정목에 위치한 재일 한국인들이 지은 민족학교(소학교·중학교·고등학교)이다. 1946년에 설립된 세계 최초의 한국학교이다. 기업가 최윤이 2019년 8월 31일 제12대 이사장에 취임했다.

## 연혁
- 1946년 : 학교 설립
- 1950년 : 소학교 개교
- 1954년 : 중학교 개교
- 1960년 : 고등학교 개교
- 1961년 : 한국 정부 인가(해외 한국학교 중 처음)
- 1985년 : 일본 정부, 정규 학교로 승인
- 2007년 : 현 위치로 이전
- 2019년 : 한국 청주 외국어 고등학교 일본어과와 학교 교류 진행

## 같이 보기
- 서울일본인학교
- 부산일본인학교